# المطوير (وضرة)

تعديل مصدري - تعديل

المطوير هي إحدى قرى عزلة العميسي بمديرية وضرة التابعة لمحافظة حجة، بلغ تعداد سكانها 172 نسمة حسب تعداد اليمن لعام 2004.